# Антоній (митрополит Галицький)
Антоній (рік нар. невід. — бл. 1391 / зима 1391/92) — руський церковний діяч, митрополит Галицький, отримав висвячення у константинопольського патріарха. Очільник Галицької митрополії у 1371—1391 роках.

## З життєпису
До 1370 року — православний єпископ Галицький.
Для унезалежнення діяльності Руської церкви на захоплених поляками територіях Галицько-Волинської Русі від ВКЛ, Московії питання про відновлення православної митрополії з центром у Галичі (ліквідованої 1347 року) підняв польський король Казимир III Великий. Намагаючись запобігти політичним і духовним впливам з боку Московської держави, на території якої перебувало в той час більшість митрополитів Київської митрополії.

1370 року польський король Казимир III звернувся до царгородського патріарха Філотея з проханням поновити Галицьку православну митрополію. Він писав, що 
|  | «від віків Галич був знаний усім країнам як митрополія, митрополичий стіл тут був з віку віків. Першим митрополитом був з благословенням Вашим Ніфонт, другим митрополитом Петро, третім митрополитом Гавриїл, четвертим митрополитом Теодор. Усі вони були на галицькім столі». |

Казимир ІІІ заявляв, що новий митрополит вже обраний — єпископ Антоній; зокрема, писав: 
|  | «Поставте Антонія митрополитом, щоб не зник і не пропав закон русинів. А якщо не буде Божого і Вашого благословення на цього чоловіка, то потім не жалуйтеся на нас: прийдеться хрестити русинів на латинську віру через відсутність митрополита на Руси.» |

9 травня 1371 року — Константинопольський патріарх затвердив Антонія на посаді митрополита Галицького, надав згоду на його висвячення з допомогою Волоського митрополита. Антоній отримав право висвяти єпископів. Галицькому митрополитові підпорядковувалися Перемишльська, Холмська, Турівська та Володимирська православні єпархії.
31 серпня 1375 року згаданий в документах як свідок, що перебував в оточенні князя Владислава Опольського в Городку (після створення Галицької митрополії РКЦ Папою Григорієм ХІ 13 лютого 1375 року).
У 1376 р. Антонія визнавав холмський і белзький православний єпископ Каліст (цей ієрарх користувався підтримкою Любарта та його васалів).
У другій половині XIV ст. — на початку XV ст. канонічну юрисдикцію Галицького митрополита визнавала Молдавська Церква. Митрополитові Антонію підлягали також й молдовські єпископи. У 1371 та 1376 роках митрополит Антоній рукоположив молдавських єпископів Йосифа (1401 року став першим митрополитом Молдови) та Мелетія.
Помер близько 1391 року.